# Nelson Channel
Der Nelson Channel ist eine schiffbare Meerenge im Archipel der Südlichen Sandwichinseln. Sie verläuft zwischen Candlemas Island im Osten und Vindication Island im Westen.
Der britische Seefahrer James Cook, Entdecker der Südlichen Sandwichinseln, kartierte die Meerenge 1775. Wissenschaftler der britischen Discovery Investigations nahmen 1930 eine weitere Kartierung sowie die Benennung als Nelson Strait vor. Namensgeber ist Leutnant Andrew Laidlaw Nelson (1904–1958), Erster Offizier und Navigator der Discovery II bei dieser Kartierung. Das UK Antarctic Place-Names Committee passte diese Benennung 1955 an, um Verwechslungen mit der Nelson Strait im Archipel der Südlichen Shetlandinseln zu vermeiden.